# Leon Britton
Pour les articles homonymes, voir Britton.
Leon James Britton, né le 16 septembre 1982 à Merton (Londres), est un ancien footballeur anglais à la retraite qui évoluait au poste de milieu de terrain.

## Carrière en club

### Swansea City
À Swansea, Leon Britton s'impose comme un élément clé de l'équipe, dès la quatrième division, et malgré sa petite taille (1,65 m). C'est ainsi qu'il joue plus de 300 rencontres pour les Swans. Le 2 février 2010, une offre de transfert émanant de Wigan pour un montant d'un million de livres. Pourtant, à la fin de la saison 2009-2010, Britton refuse une prolongation de contrat et signe pour le club de Sheffield United, après avoir décliné les propositions de deux clubs de Premier League.

### Sheffield United
À Sheffield, Britton est, comme à Swansea, titulaire régulier dans l'équipe première. Néanmoins, les observateurs peinent à revoir le joueur flamboyant qu'il était sous le maillot des Swans. Le changement d'entraîneurs à Sheffield (4 en quelques mois) ne l'aide pas à retrouver la sérénité et Britton s'interroge sur la possibilité d'avoir fait une erreur en quittant Swansea.

### Retour à Swansea City
« C'était une erreur et je n'aurais jamais dû quitter Swansea », avouera le Londonien à son retour au club qui l'a révélé. Le 20 janvier 2011, Britton quitte donc Sheffield et retourne à Swansea City où l'entraîneur Brendan Rodgers, qui n'était pourtant pas à Swansea la saison précédente, lui rend sa place de titulaire au milieu de terrain.
En novembre 2017, Paul Clement, alors entraîneur de Swansea City, intègre Britton à son staff technique. Le 21 décembre 2017, Britton est nommé entraîneur de Swansea par intérim à la suite de l'éviction de Clement. Il quitte ses fonctions fin décembre à la suite de la nomination de Carlos Carvalhal mais reste tout de même joueur.
Le 11 mai 2018, Leon Britton annonce qu'il met un terme à sa carrière professionnelle à l'issue de la saison en cours.

## Palmarès

### En club
- Swansea City
  - Champion d'Angleterre de D3 en 2008
  - Vainqueur de la League Cup en 2013.

## Statistiques
| Saison      | Club             | Pays                | Championnat        | Coupes nationales |
| ----------- | ---------------- | ------------------- | ------------------ | ----------------- |
| 2002 - 2003 | Swansea City     | Division Three (D4) | 25 matchs          | -                 |
| 2003 - 2004 | Swansea City     | Division Three (D4) | 42 matchs / 3 buts | 6 matchs          |
| 2004 - 2005 | Swansea City     | League Two (D4)     | 30 matchs / 1 but  | 5 matchs          |
| 2005 - 2006 | Swansea City     | League One (D3)     | 41 matchs / 4 buts | 6 matchs / 1 but  |
| 2006 - 2007 | Swansea City     | League One (D3)     | 41 matchs / 2 buts | 5 matchs / 3 buts |
| 2007 - 2008 | Swansea City     | League One (D3)     | 40 matchs          | 8 matchs / 1 but  |
| 2008 - 2009 | Swansea City     | Championship (D2)   | 43 matchs          | 5 matchs          |
| 2009 - 2010 | Swansea City     | Championship (D2)   | 36 matchs          | 2 matchs          |
| 2010 - 2011 | Sheffield United | Championship (D2)   | 24 matchs          | 2 matchs          |
| 2010 - 2011 | Swansea City     | Championship (D2)   | 20 matchs / 2 buts | -                 |
| 2011 - 2012 | Swansea City     | Premier League (D1) | 36 matchs          | 1 match           |
| 2012 - 2013 | Swansea City     | Premier League (D1) | 34 matchs          | 6 matchs          |

Dernière mise à jour le 21 mai 2013